# Italochrysa ludekingi
Italochrysa ludekingi is een insect uit de familie van de gaasvliegen (Chrysopidae), die tot de orde netvleugeligen (Neuroptera) behoort.
Italochrysa ludekingi is voor het eerst wetenschappelijk beschreven door Van der Weele in 1909.
De soort is genoemd naar de ontdekker, de heer Everhardus Wijnandus Adrianus Lüdeking, officier van gezondheid bij het Nederlands leger in Nederlandsch-Indië.